# ساندرو کویس
ساندرو کویس (به ایتالیایی: Sandro Cois) بازیکن فوتبال و اهل ایتالیا است 

## تیم ملی
از سال ۱۹۹۸ میلادی عضو تیم ملی فوتبال ایتالیا بوده و در ۳ بازی ملی حضور داشته‌است. او در بازی‌های ملی‌اش گلی به ثمر نرساند.
ساندرو کویس آخرین بازی ملی خود را در سال ۱۹۹۹ میلادی انجام داد.